# جيمي ستيفنسون (لاعب كرة قدم)
جيمي ستيفنسون (بالإنجليزية: Jimmy Stephenson)‏ (1894 في المملكة المتحدة - 1 فبراير 1958 في المملكة المتحدة) هو لاعب كرة قدم بريطاني في مركز الهجوم. لعب مع أستون فيلا وكوينز بارك رينجرز ونادي سندرلاند ونادي واتفورد ونادي أشينغتون ‏.